# زعفرانبول
زعفرانبول أو زعفران بول هي بلدة في محافظة قره بوك الواقعة ضمن منطقة البحر الأسود في تركية.
من القرن الثامن وحتى ظهور سكة الحديد في مطلع القرن العشرين الميلادي، شكلت زعفرانبول محطة هامة للقوافل على الطريق التجارية الرئيسة بين الشرق والغرب.

## توأمة
لزعفرانبول اتفاقيات توأمة مع:
- ييلابوغا

## المصدر
1. 1 2   https://www.lexpera.com.tr/resmi-gazete/metin/gun-isigindan-daha-fazla-yararlanmak-amaciyla-butun-yurtta-uygulanan-ileri-saat-uygulamasinin-devam-3. {{استشهاد ويب}}: |url= بحاجة لعنوان (مساعدة) والوسيط |title= غير موجود أو فارغ (من ويكي بيانات) (مساعدة)
2. ↑  GeoNames (بالإنجليزية), 2005, QID:Q830106
3. ↑   https://ohrid.gov.mk/%D0%BF%D1%80%D0%B8%D1%98%D0%B0%D1%82%D0%B5%D0%BB%D1%81%D0%BA%D0%B8-%D0%B8-%D0%B7%D0%B1%D1%80%D0%B0%D1%82%D0%B8%D0%BC%D0%B5%D0%BD%D0%B8-%D0%B3%D1%80%D0%B0%D0%B4%D0%BE%D0%B2%D0%B8/#1550493792826-104f2237-49593bde-e13530e7-072b. {{استشهاد ويب}}: |url= بحاجة لعنوان (مساعدة) والوسيط |title= غير موجود أو فارغ (من ويكي بيانات) (مساعدة)
4. ↑  المعلوف، عيسى إسكندر (1914). تاريخ الأمير بشير الشهابي الكبير المعروف بالمالطي (ط. الرابعة عشر). زحلة: مطبعة زحلة الفتاة. ص. 41. {{استشهاد بكتاب}}: تحقق من التاريخ في: |سنة= (مساعدة)
5. ↑  "معلومات عن زعفرانبول على موقع viaf.org". viaf.org. مؤرشف من الأصل في 2019-12-30.
6. ↑  "معلومات عن زعفرانبول على موقع geonames.org". geonames.org. مؤرشف من الأصل في 2019-12-30.
7. ↑  "معلومات عن زعفرانبول على موقع id.loc.gov". id.loc.gov. مؤرشف من الأصل في 2019-12-30.

- مدينة زعفرانبول - مركز التراث العالمي